# Andrade Gutierrez
Andrade Gutierrez S.A. er et brasiliansk multinationalt privatejet konglomerat. De har hovedkvarter i Belo Horizonte, Minas Gerais. Virksomheden blev etableret i 1948 i Belo Horizonte af Andrade- og Gutierrez-familierne. De har virksomhed i 44 lande og i alt 223.000 ansatte.
Andrade Gutierrez har virksomhed indenfor byggeri og anlæg, koncession, telekommunikation, energi og transport.